# Jordi Badía Romero
Jordi Badía Romero, noto anche con lo pseudonimo di Jobaro (Barcellona, 11 novembre 1938 – Barcellona, 23 febbraio 1984), è stato un fumettista spagnolo.

## Biografia
Ha collaborato con il fratello Enrique Badía Romero alla rivista Alex e alla serie di fumetti Kit Carson.
Lavorò per Selecciones Ilustradas e per editori esteri tra cui Fleetway e Warren Publishing. 
| Controllo di autorità | GND (DE) 1281229407 |